# Skyy
Pour l’article ayant un titre homophone, voir Sky.
Skyy est un groupe de funk américain créé en 1970 à New York.

## Discographie

### Albums
- 1979 : Skyy, (Salsoul / Unidisc)
- 1979 : Skyway, (Salsoul / Unidisc)
- 1980 : Skyyport, (Salsoul / Unidisc)
- 1981 : Skyyline, (Salsoul / Unidisc)
- 1982 : Skyyjammer, (Salsoul / Unidisc)
- 1983 : Skyylight, (Salsoul / Unidisc)
- 1984 : Inner City, (Salsoul / Unidisc)
- 1986 : From the Left Side, (Capitol)
- 1989 : Start of a Romance, (Atlantic)
- 1992 : Nearer To You, (Atlantic)
- 1995 : Best Of Skyy, (ZYX Records)
- 1996 : Skyy - Greatest Hits, (Capitol)
- 1999 : Best of Skyy, (Charly)
- 2003 : First Time Around: Best of Skyy (Japanese Import)
- 2003 : The Best, (Salsoul/EMI)
- 2006 : The Anthology, (Salsoul/Suss'd)

### Singles
- 1979: "First Time Around" - R&B #20
- 1979: "Let's Turn It Out" - R&B #65
- 1980: "High" - R&B #13
- 1980: "Skyyzoo" - R&B #32
- 1981: "Here's To You" - R&B #23
- 1981: "Superlove" - R&B #31
- 1981: "Call Me" - US #26, R&B #1
- 1982: "Let's Celebrate" - R&B
- 1982: "Movin' Violation" - R&B #26
- 1982: "When You Touch Me" - R&B #43
- 1983: "Bad Boy" - R&B #33
- 1983: "Let Love Shine" - R&B #39
- 1983: "Show Me The Way" - R&B #35
- 1984: "Dancin' to Be Dancin'" - R&B #49
- 1986: "Givin' It (To You)" - R&B #8
- 1989: "Love All The Way" - R&B #47
- 1989: "Start of a Romance" - R&B #1
- 1990: "Real Love" - US #47, R&B #1
- 1992: "Nearer To You" - R&B #73
- 1992: "Up And Over (Stronger And Better)" - R&B #16

## Producteurs
Randy Muller, Solomon "Sol" Roberts, Jr., (for Alligator Bit Him Productions) Troy Taylor, Charles Farrar, Martin Van Blockson, Bernadette Fauver, Michelle Azzopardi, Charles Levan, Bob Hyde, Anibal Sierra, Valerie Skaro, Kevin Flaherty, Chance Johnson, Blaze

## Featuring & Sample
- Larry Levan - "The Definitive Salsoul Mixes '78-'83" (Various Artists)
- The Salsoul Classics 2, Vols. 3 &4 (Various Artists)
- Smooth Grooves: A Sensual Collection, Vol. 5 (Various Artists)
- Original Salsoul Classics: The 20th Anniversary (Various Artists)
- High Energy, Vol. 1(Various Artists)
- Grandmaster Flash -"Present Salsoul Jam 2000" (Various Artists)
- Dimitri from Paris -"My Salsoul" (Various Artists)
- Jointz from Back in Da Day, Vol. 2 (Various Artists)
- Lil Jon & The Eastside Boys -"Put Yo Hood Up"-"Where Dem Girlz At" (Various Artists)
- Le Knight Club - Mirage (1998)
- Mack 10 “Backyard boogie” (1997)